# Panorthodoxe Bewegung
Panorthodoxe Bewegung umfasst Christen orthodoxer Konfession, die zu verschiedenen orthodoxen Jurisdiktionen gehören. Ihr Ziel ist die stärkere Zusammenarbeit in Fragen des Glaubenslebens und die Gründung gemeinsamer Organisationen. Vor allem in der orthodoxen Diaspora ist die panorthodoxe Bewegung stark.

## Ausgangssituation
Die Orthodoxie ist aufgrund ihrer Ekklesiologie in Ortskirchen unterteilt und verfügt über keine oberste Autorität. Selbst der Ökumenische Patriarch von Konstantinopel hat keine Verfügungsbefugnis im Hinblick auf die orthodoxen Ortskirchen, sondern ist lediglich ein repräsentatives Ehrenoberhaupt aller östlichen Orthodoxen. Vereinfacht dargestellt sind die Patriarchate das wesentliche kirchenorganisatorische Element der orthodoxen Teilkirchen, die aber voneinander völlig unabhängig sind. Auch haben sie lediglich eigene Gewalt in ihrer Teilkirche und Einfluss auf die zum jeweiligen Patriarchat gehörenden sog. autonomen Kirchen. Autokephale Kirchen sind hingegen nicht an ein Patriarchat gebunden.

## Panorthodoxe Konferenzen
Eine offizielle Zusammenarbeit aller orthodoxen Ortskirchen, auch der autokephalen, findet auf den sog. panorthodoxen Konferenzen statt, die jeweils vom Ökumenischen Patriarchen von Konstantinopel einberufen werden, der auch den Vorsitz führt. Nach Anfängen in der Zwischenkriegszeit wurde die erste panorthodoxe Konferenz 1961 auf Rhodos abgehalten. Die panorthodoxen Konferenzen dienen alle dem schwierigen und daher langfristig angelegten Ziel, ein panorthodoxes Konzil durchzuführen. Daher werden diese Konferenzen auch als panorthodoxe vorkonziliare Konferenzen bezeichnet.

## Aktuelle Lage
Vor allem in Zeiten der Kirchenverfolgung, etwa in islamischen Ländern, arbeiten die einzelnen orthodoxen Ortskirchen verstärkt zusammen und versuchen dies dann auch offiziell zu tun. In jüngster Zeit ist die Bereitschaft vieler orthodoxer Ortskirchen zu panorthodoxer Zusammenarbeit aufgrund der Säkularisierung der Bevölkerung und Kultur in fast jedem Land gestiegen. In Ländern, in denen orthodoxe Gläubige als Minderheit ihren Glauben an die nachfolgende Generation weitergeben müssen, gibt es hauptsächlich von unten, von praktizierenden Gläubigen Anstöße zu einer engeren Zusammenarbeit orthodoxer Christen der verschiedenen Ortskirchen. Problematisch ist hierbei oftmals das nationale Prinzip, vor allem wenn die Liturgie nicht in der jeweiligen Landessprache, sondern in einer Liturgiesprache oder der Sprache der jeweiligen orthodoxen Nationalkirche gefeiert wird.
Vorreiter der panorthodoxen Bewegung vor Ort ist meistens die Jugend, wie etwa bei Syndesmos deutlich wird, der 1953 gegründeten Weltorganisation der orthodoxen Jugend. Auch in den USA besteht eine Zusammenarbeit der kanonischen Teilkirchen.
Als einzige orthodoxe Ortskirche hat die Britisch-Orthodoxe Kirche das panorthodoxe Engagement zu einem ihrer wichtigen Anliegen erklärt, zumal sie sich auch um eine engere Zusammenarbeit zwischen orthodoxen und altorientalischen Kirchen bemüht.
Auch in Deutschland ist die panorthodoxe Bewegung relativ stark, was zum einen an dem Umstand liegt, dass Konvertiten wie Sergius Heitz das orthodoxe Leben mitgeprägt haben, die keiner spezifisch orthodoxen Nationalität angehörten, und zum anderen in der Diasporasituation begründet ist. So fand etwa am 17./18. Mai 2008 in München am Salvatorplatz ein Orthodoxer Kirchentag statt, bei dem sich die meisten orthodoxen Ortskirchen und Einrichtungen beteiligten.

## Einrichtungen und Gruppierungen weltweit
- IOCC – International Orthodox Christian Charities
- Orthodox Peace Fellowship of the Protection of the Mother of God
- Orthodox PSALM – Pan-Orthodox Society for the Advancement of Liturgical Music
- Syndesmos – World Fellowship of Orthodox Youth
- St. Vladimir’s Orthodox Theological Seminary (USA)
- Orthodox Research Institute

## Einrichtungen und Gruppierungen in Deutschland
- Orthodoxe Bischofskonferenz in Deutschland
- Kommission der Orthodoxen Kirche in Deutschland
- Orthodoxe Fraternität in Deutschland
- Orthodoxer Jugendbund Deutschland
- Ausbildungseinrichtung für Orthodoxe Theologie der Universität München
- Heiliger Orthodoxer Orden des Allerheiligsten Kreuzes St. Konstantin des Großen (Laienorden)
- Mar Gabriel Verein zur Unterstützung Syrisch Orthodoxer Christen

## Einrichtungen und Gruppierungen in der Schweiz
In der Schweiz haben orthodoxe Kirchengemeinden am 28. November 2006 in Zürich die „Arbeitsgemeinschaft Orthodoxer Kirchen in der Schweiz“ (AGOK) gegründet, um die Anliegen der in der Schweiz lebenden orthodoxen Christen zu gemeinsam zu vertreten.

## Einrichtung und Gruppierung in Liechtenstein
Auf Grund der Kleinheit des Landes (475 Gläubige) hat die panorthodoxe Zusammenarbeit als erste in der Region (1996) eine einheitliche Struktur gebildet, die "Christlich-Orthodoxe Religionsgemeinschaft im Fürstentum Liechtenstein", die mit dem Segen aller beteiligter orthodoxen Jurisdiktionen nach Liechtensteinischem Recht   eingetragen wurde.